# Richard Konwiarz
Richard Konwiarz (* 15. Februar 1883 in Kempen, Provinz Posen; † 14. Dezember 1960 in Hannover) war ein deutscher Architekt und kommunaler Baubeamter, der insbesondere für die von ihm geplanten Sportstätten Beachtung fand.

## Leben
Richard Konwiarz studierte an der Dresdner Kunstakademie bei Paul Wallot und sammelte erste berufliche Erfahrungen in den Architekturbüros Lossow und Kühne (Dresden) und Pfleghard und Haefeli in Zürich. 1909 holte ihn Stadtbaurat Max Berg nach Breslau. Bis 1945 war er dort in leitender Funktion in der Stadtverwaltung tätig. Dabei wirkte er unter anderem am Bau der Jahrhunderthalle mit, deren Ausbau er nach dem Weggang Bergs betreute. Als städtischer Baurat realisierte Konwiarz zahlreiche kommunale Bauprojekte: ein Krematorium, Friedhofshallen, Krankenhausbauten, die Staatenhalle im Forum des Platzes vor der Jahrhunderthalle, Verkehrs- und Werkbauten, Sporthallen und Volksparkanlagen. Nach dem Ersten Weltkrieg erlebte der Breitensport einen Aufschwung, und Anfang der 1920er Jahre wuchs das Stadtgebiet Breslaus durch Eingemeindungen auf die fünffache Fläche. Konwiarz plante für die einzelnen Stadtviertel insbesondere Spiel-, Sport- und Badeanlagen sowie die  Schlesierkampfbahn im Sportpark Leerbeutel als zentrale Großanlage. Konwiarz war Mitglied im Deutschen Werkbund und im Bund Heimatschutz, er arbeitete ehrenamtlich beim Tag für Denkmalpflege mit und übernahm bis 1933 einen Lehrauftrag am Institut für Leibesübungen der Universität Breslau.
1945 kam er zurück nach Dresden und arbeitete in der Stadtverwaltung am Wiederaufbau der Stadt. 1947 übernahm er den Lehrstuhl für Städtebau an der Technischen Hochschule Dresden. Ebenso übernahm er die Leitung des Hochschulaufbaus. Im Frühjahr 1949 legte er ein Bauprogramm vor, 1950 einen Raumentwicklungsplan, um für städtebauliche Planungen das Wachstum der Hochschule zu berücksichtigen. 1950 wurde er emeritiert und zog nach Hannover. Dort übernahm er beratende Tätigkeiten im Sportstättenbau und entwarf gemeinsam mit Heinz Goesmann Anfang der 1950er Jahre die Pläne für das Niedersachsenstadion in Hannover.
Sein Sohn Hans Konwiarz wurde ebenfalls Architekt.

## Auszeichnungen
- 1932: Bronzemedaille im Kunstwettbewerb der Olympischen Spiele in Los Angeles (USA) für den Entwurf der „Schlesierkampfbahn“ in Breslau (so genanntes Olympiastadion)

## Werk

### Bauten und Entwürfe
- 1911 – Bismarckturm in Kempen, nicht erhalten[3]
- 1914 – Entwurf der Siedlung für Arbeiter und Angestellte der Firma C. W. Regel Söhne in Luisenhain bei Posen (heute Poznań-Starołęka), nicht realisiert[4]
- 1919–1920 – Städtebaulicher Entwurf der Altstadtsanierung in Breslau sowie Entwürfe für vier Hochhausentwürfe für die Stadtverwaltung, 1919–1920 (mit Max Berg und Ludwig Moshamer)[5]
- 1924–1927 – Schlesierkampfbahn, genannt Olympiastadion, in Breslau
- 1925–1927 – Krematorium auf dem Friedhof Breslau-Gräbschen, nicht erhalten[6]
- 1926 – Zwei Fußgängerbrücken über den Grüneicher Weg in Breslau, als Verbindung zwischen der Jahrhunderthalle und dem südlichen Teil des Ausstellungsgeländes.
- 1927–1929 – Strandbad Nordend Breslau-Rosenthal[7]
- 1929 – Kindererholungsheim (mit Änderungen erhalten) und temporäres Theater für Puppenspiele für die Werkbundsiedlung Breslau
- 1929 – Umformestation Beblostraße, Breslau-Dürrgoy[8]
- 1929 – Sporthalle Brückenaue, Breslau-Oswitz[8]
- 1929 – Waldbad Breslau-Cosel[8]
- 1929 – Badesportpark Breslau-Opperau[8]
- 1930–1931 – Umformestation Brüderstraße (heute Pułaskiego)[7]
- 1933–1934 – Gebäude für die Schurtzmann & Wiesner-Stiftung an der Roonstraße (heutzutage Aleja Pracy) Nr. 30, 32, 34 und ein Wohngebäude an der Roonstraße 27–29
- 1935 – SA-Ehrenmal in Ostpark (heute Park Wschodni), Breslau
- 1936–1939 – Erweiterungen der Schlesierkampfbahn
- 1936–1939 – Torgebäude des südlichen Ausstellungsgeländes (jetzt Eingangstor des Zoologischen Gartens Breslau)
- 1937–1938 – Staatenhalle in Breslau[9]
- 1941–1943 – Hochbunker in Breslau: Striegauer Platz (heute pl. Strzegomski), Elbingstr. (Ołbińska), Gräbschener Str. (Grabiszyńska), Fritz-Geisler-Str. (Ładna),[10] Weissdornweg (Białodrzewna)[11]
- 1952–1954 – Niedersachsenstadion Hannover mit Heinz Goesmann[12]

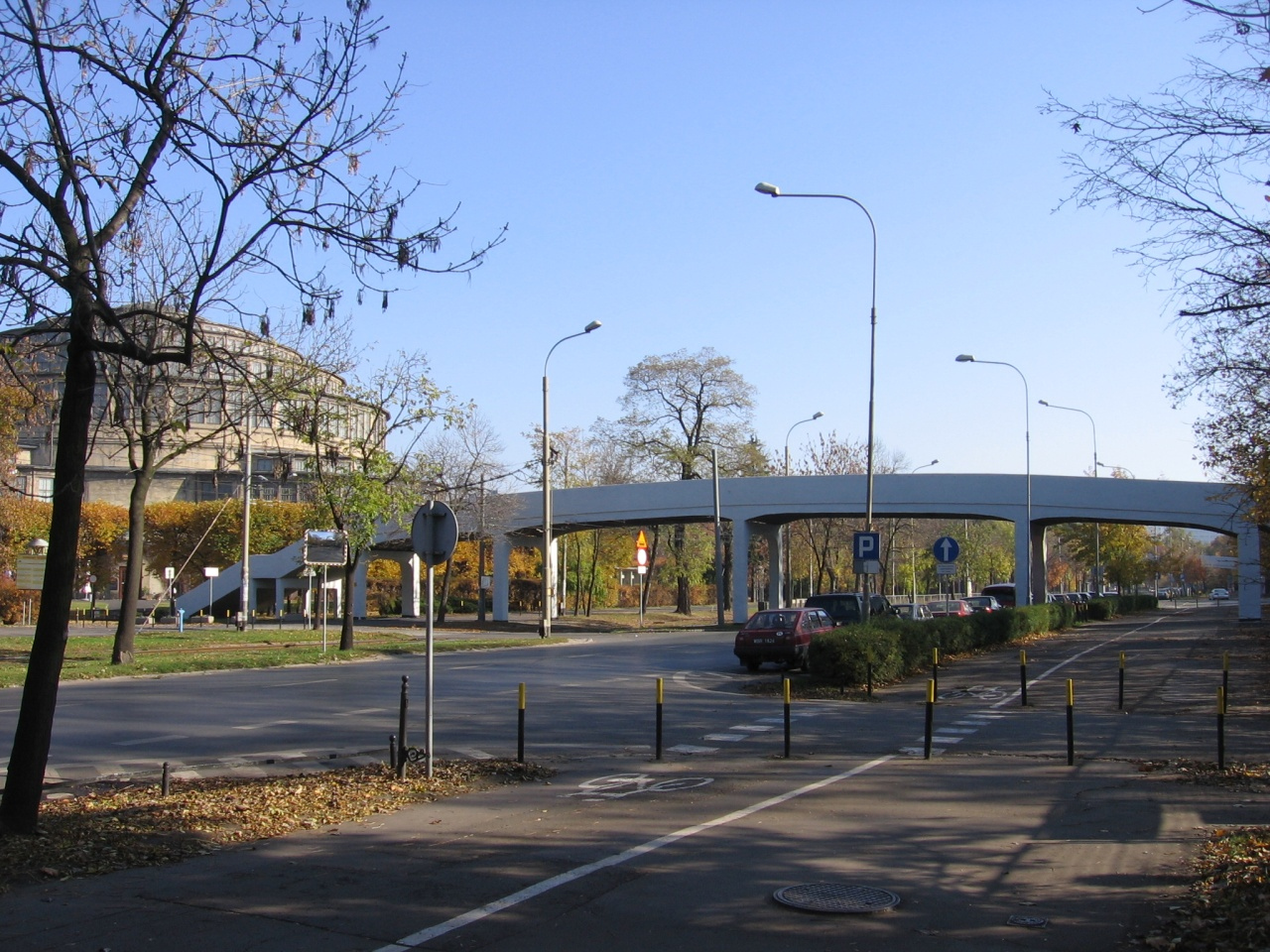
Fußgängerbrücke zum Zoo in Breslau (Entwurf 1926)
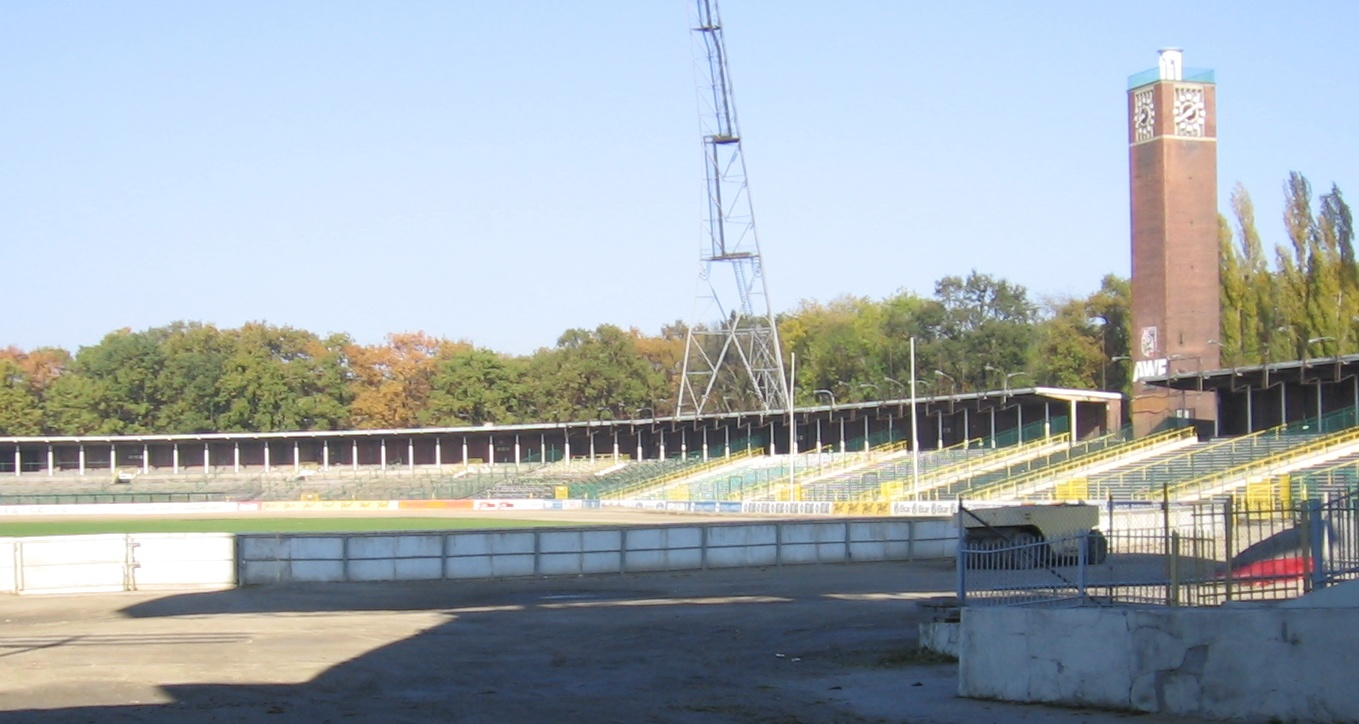
Olympiastadion Breslau (Entwurf 1924–1927)
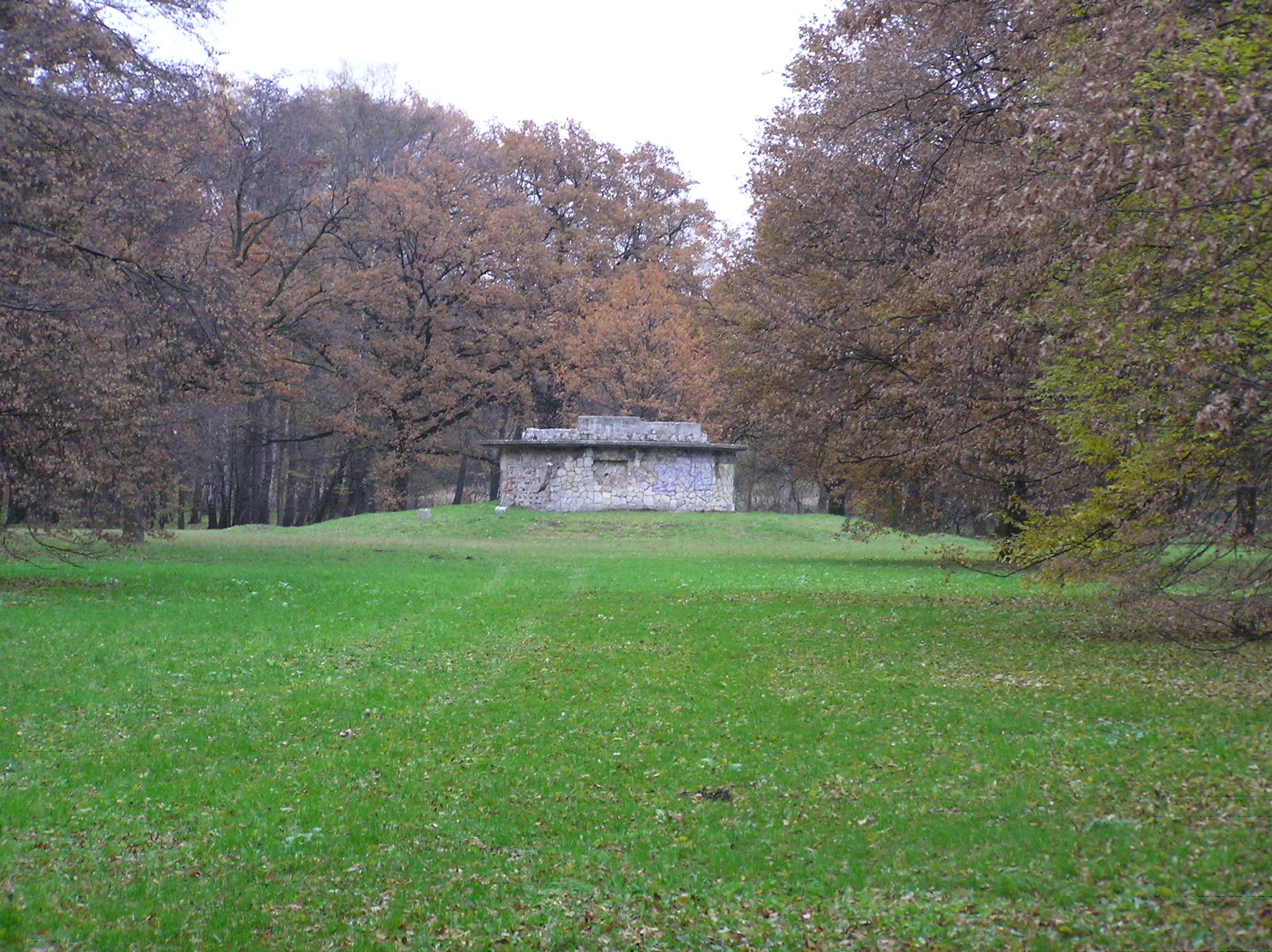
Reste des ehemaligen Ehrenmals für die Gefallenen Breslauer SA-Männer in Ostpark, Breslau-Tschansch (Entwurf 1935)
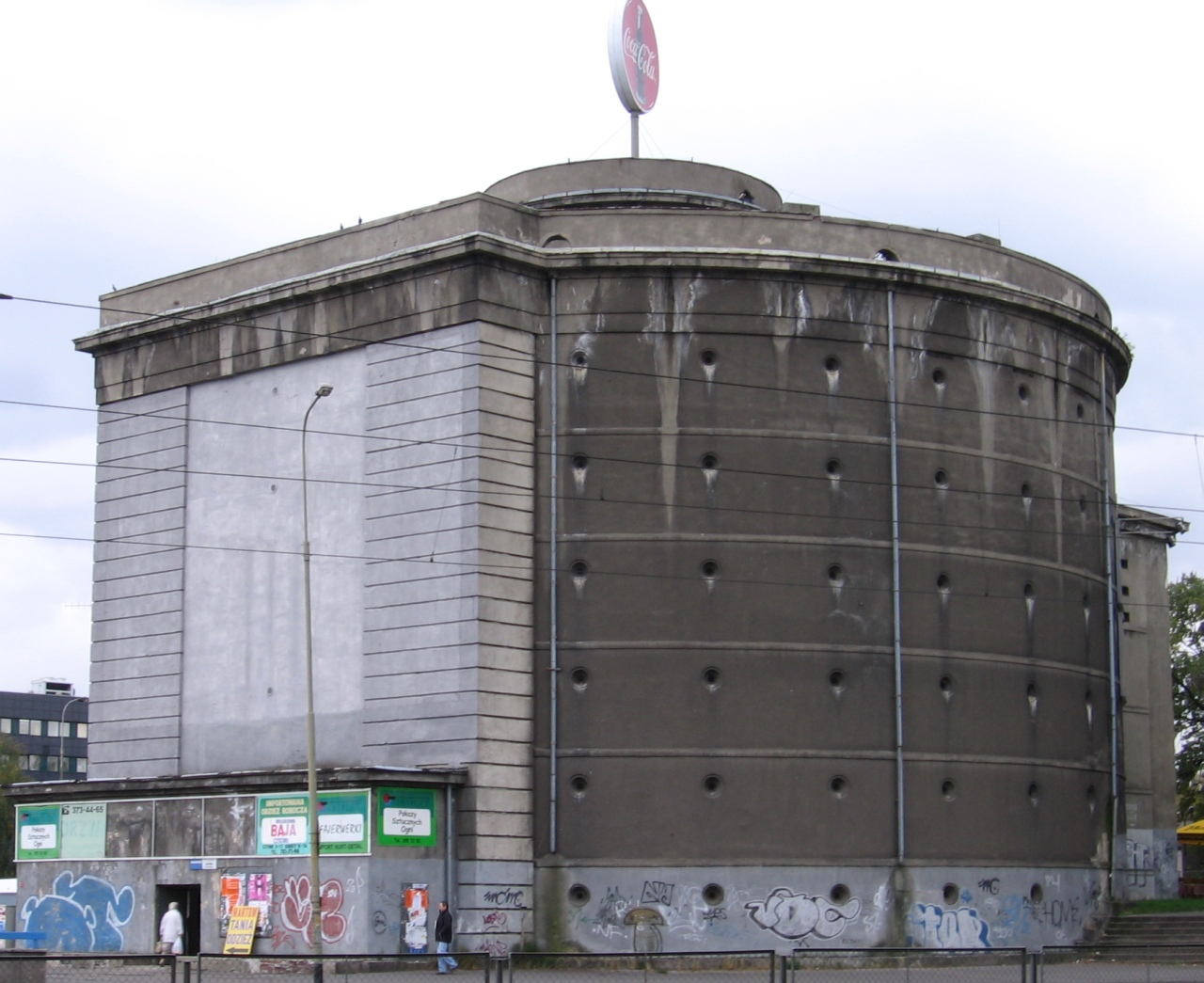
Hochbunker in Breslau, pl. Strzegomski (Entwurf 1941)
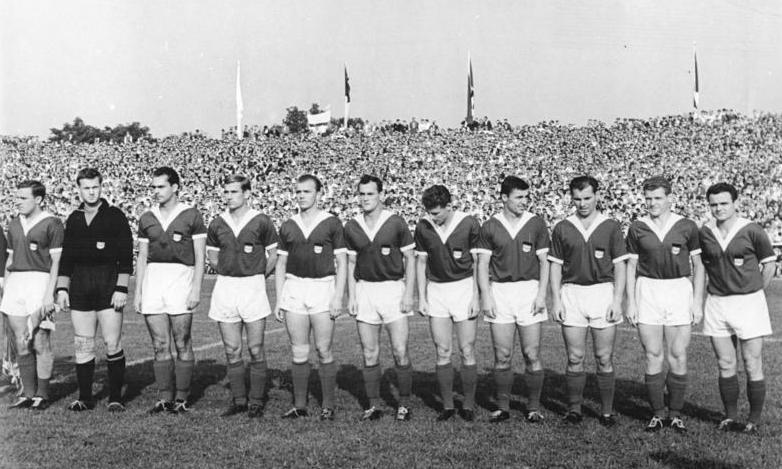
Mannschaftsaufstellung vor der ursprünglichen Tribünenkonstruktion des Niedersachsenstadions (1963)

### Schriften
- Alt-Schlesien. Architektur, Raumkunst, Kunstgewerbe. 1913.
- (als Herausgeber): Die Baukunst Breslaus. Ein architektonischer Führer. Breslau 1926.